# Berliet CBO
Der Berliet CBO war das Fahrgestell für einen mittleren französischen Lastkraftwagen oder auch Omnibus aus den 1920er Jahren, es gab zahlreiche Varianten.

## Geschichte, Technik
Die allgemeine Betriebserlaubnis für den Berliet CBO wurde im Februar 1923 erteilt, ab diesem Zeitpunkt wurde das Fahrzeug gebaut. Nachgewiesen sind die Chassisnummern 50001–52000, in diesem Nummernband wurden allerdings auch die Typen Berliet GVE (seit 1925) und Berliet GDH (seit 1926) gebaut, sodass über die Gesamtstückzahl der gebauten Berliet CBO nichts gesagt werden kann. Das Fahrzeug hatte in seinen Varianten eine relativ lange Bauzeit bis mindestens 1932.
Üblicherweise wurden der CBO und seine Varianten angetrieben von dem im Prinzip aus dem Berliet CBA bekannten wassergekühlten Vierzylindermotor (Variante MLB) mit einer Bohrung von 110 und einen Hub von 140 mm, also einem Hubraum von 5322 cm³, der seine nicht genannte Höchstleistung bei 1200/min abgab. Steuerlich war das Fahrzeug mit 20 Steuer-PS eingestuft. Das Getriebe hatte vier Vorwärtsgänge, dazu einen Rückwärtsgang. Die Vorderachse war einfach, die Hinterachse doppelt bereift. Der Antrieb auf die Hinterachse erfolgte über eine Kardanwelle.

## Varianten
Das Ausgangsmodell Berliet CBO hatte als LKW eine Nutzlast von 2,5 Tonnen und war auch als leichter Omnibus oder Ausflugsbus (Charabanc) lieferbar. Der Radstand betrug 3,55 m, die Spurweite vorne 1,827 und hinten 1,55 m.
Im März 1927 erschien der Berliet CBOH: Die Nutzlast war auf 3,5 Tonnen erhöht worden, das bloße Chassis wog 2,6 Tonnen. Der Motor Trug die Bezeichnung Z14 und entwickelte seine Höchstleistung bei 900/min.
Ab September 1926 gab es dieses Fahrzeug als Berliet CBOHG auch mit Holzgasmotor: Die Höchstdrehzahl war auf 900/min reduziert, die Steuer-PS auf 12, die Nutzlast betrug 3 Tonnen.
Der ab März 1928 lieferbare Berliet CBOM hatte eine Nutzlast von 3 Tonnen, das Chassis wog 2550 kg. Der Radstand war auf 4,295 m verkürzt („chassis court“), die Spur der Hinterachse war um 5 cm auf 1,60 m verbreitert. Die an das Militär gelieferten Exemplare hatten einen Motor des Typs MLB, die zivilen den Motor MLBC, beide Motoren unterschieden sich nicht in Abmessungen und Leistung.
Ab Juni 1927 gab es – besonders geeignet für Omnibusaufbauten – mit auf 4,985 m verlängertem Radstand („chassis long“) den Berliet CBOV, das Gewicht des bloßen Chassis war auf 2750 kg gestiegen. Die Nutzlast betrug 3 Tonnen, im Omnibus waren Sitze für 24 Passagiere. Im Jahr 1930 wurden 67, im Jahr 1931 357 Fahrzeuge des Typs Berliet CBOV hergestellt.
1928 erschien nur als Prototyp der Berliet CBOP als Omnibus für 30 Personen: Das Fahrzeug hatte einen Sechszylindermotor mit 110 mm Bohrung und 140 mm Hub, Hubraum 6597 cm³, 30 Steuer-PS, Radstand 5,435 m, Spur vorne 1,84, hinten 1,81 m, Vierradbremsen. Geplant war auch eine Luxusausführung für lange Strecken mit nur 25 Sitzen, infolgedessen größerer Beinfreiheit sowie Waschbecken im Heck.
Ab 1929 gab es dem Berliet CBOVM mit einem Radstand von 4,63 m, Spur vorne 1,88 m, Spur hinten 1,702 m, Chassisgewicht 2,5 Tonnen, ansonsten gleichen technischen Daten wie die Grundausführung Berliet CBO.
Im Januar 1932 erschien der Berliet CBOV7 mit Vierzylinder-Dieselmotor, 120 mm Bohrung und 160 mm Hub, Hubraum 7238 cm³, 19 Steuer-PS, Gewicht des Chassis 3100 kg, höchstzulässiges Gesamtgewicht 8600 kg.
Im Juli 1932 folgte als letzte Variante der Berliet CBOVK: Vierzylinder-Ottomotor des Typs MKB, Bohrung × Hub 110 × 154,8 mm, 5884 cm³, 22 Steuer-PS, 75 effektive PS bei 2500/min., Gewicht des Chassis 2600 kg, maximales Gesamtgewicht 8100 kg.